# Hải cẩu báo
Hải cẩu báo hay còn gọi là báo biển (danh pháp hai phần: Hydrurga leptonyx) là một loài động vật có vú trong họ Hải cẩu thật sự, bộ Ăn thịt. Loài này được de Blainville mô tả năm 1820. Đây là loài hải cẩu lớn thứ nhì ở Nam Cực (sau hải tượng phương nam). Nó có thể sống đến 26 năm, có thể lâu hơn. Cá hổ kình và cá mập là các con vật săn bắt hải cẩu báo trong tự nhiên.

## Mô tả
Hải cẩu báo lớn và đầy cơ bắp, với lưng màu xám đen và màu xám nhạt ở bụng. Cổ họng màu trắng với những đốm đen nên nó được gọi là hải cẩu báo. Con cái có lớn hơn một chút so với cá đực. Chiều dài tổng thể loài hải cẩu này là 2,4-3,5 m và cân nặng từ 200 đến 600 kilôgam (440 đến 1.320 lb). Cơ thể chúng cũng dài như loài moóc phương bắc, nhưng trọng lượng thường ít hơn một nửa.

## Phân bố và môi trường sống
Nó phổ biến nhất ở Nam bán cầu dọc theo bờ biển Nam Cực và trên hầu hết các đảo nhỏ thuộc Nam Cực, nhưng cũng có thể tìm thấy loài này trên bờ biển phía nam Úc, Tasmania, Nam Phi, New Zealand, đảo Lord Howe, Tierra del Fuego, quần đảo Cook, và bờ biển Đại Tây Dương của Nam Mỹ.

## Hình ảnh

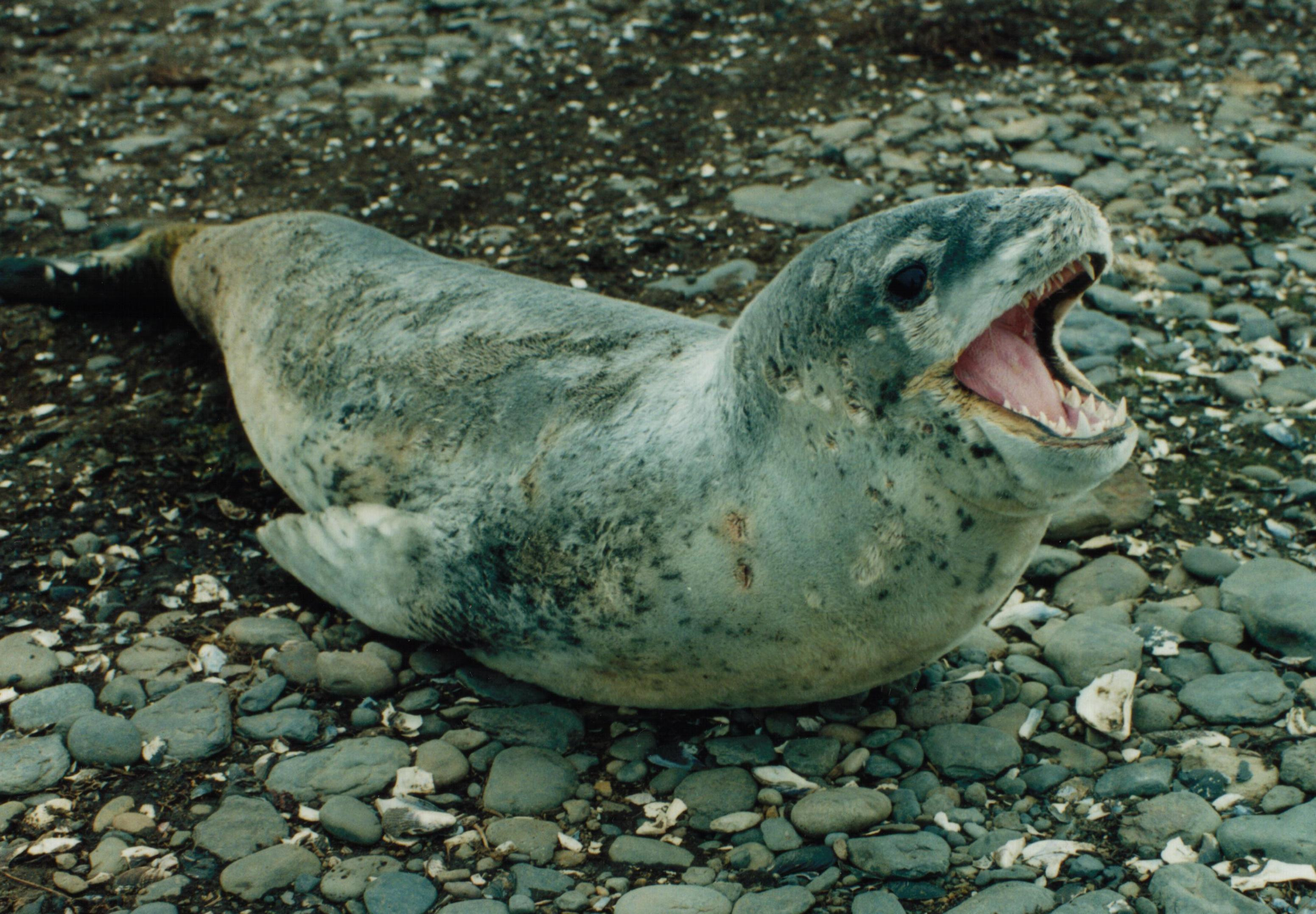
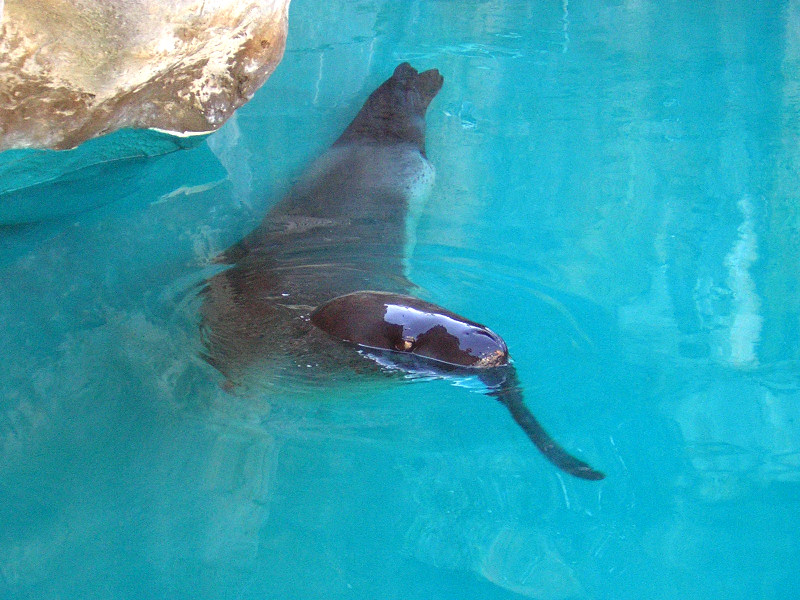
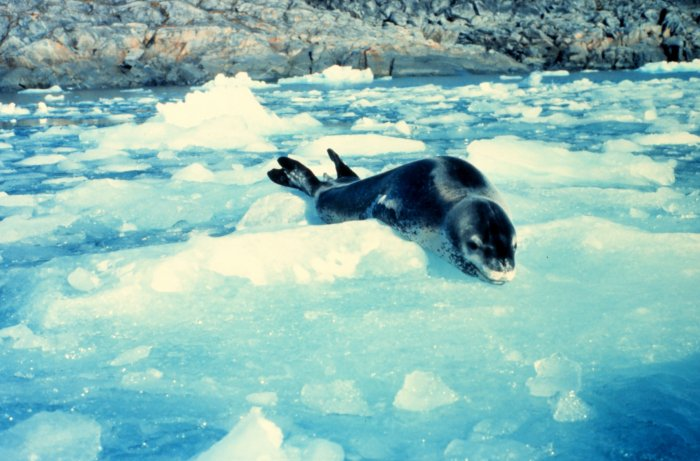
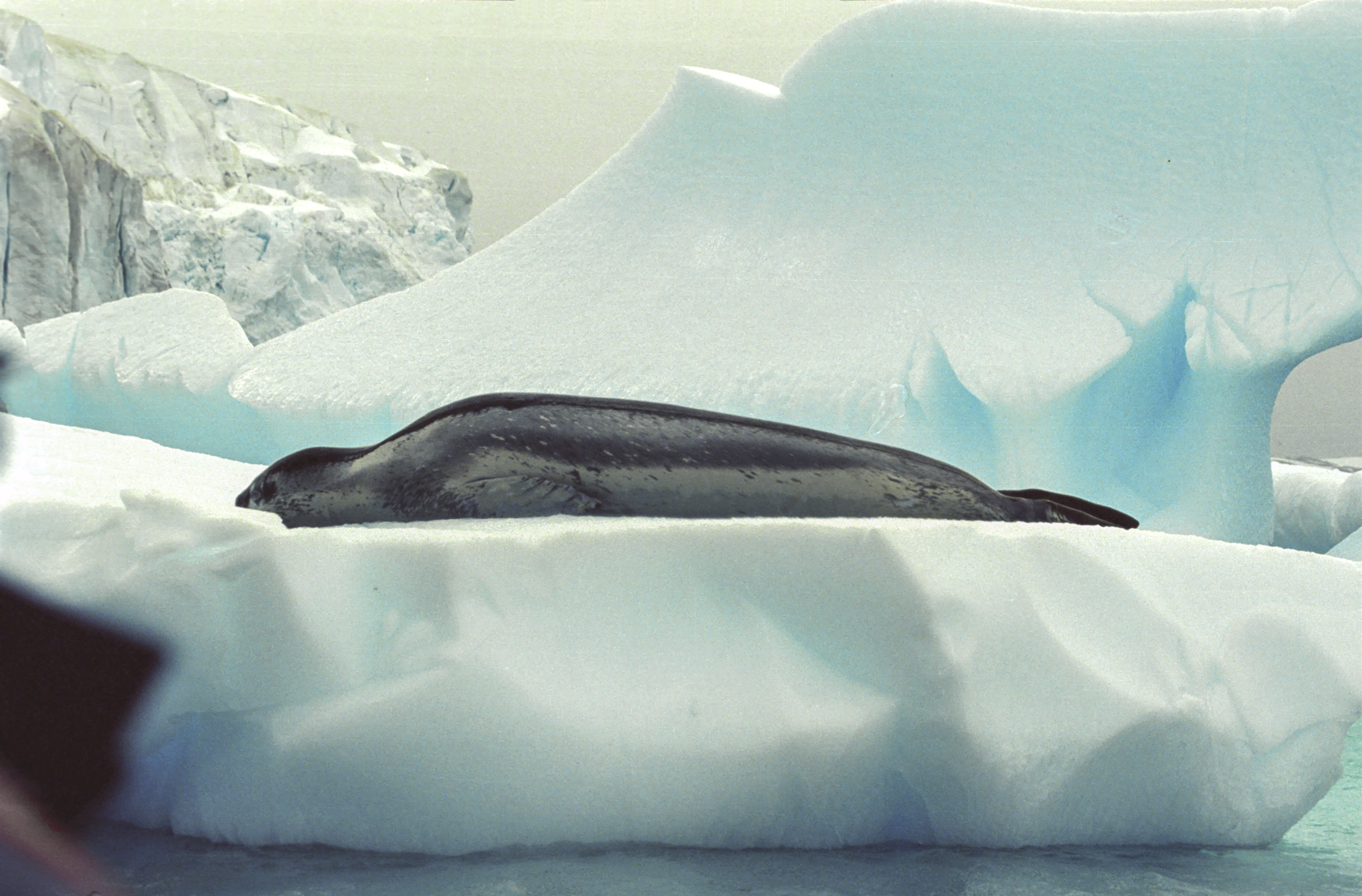